# Kościół Bożego Ciała w Jabłonkowie
Kościół Bożego Ciała w Jabłonkowie (cze. Kostel Božího Těla v Jablunkově) – zabytkowy rzymskokatolicki kościół w Jabłonkowie w kraju morawsko-śląskim, w Czechach (w historycznym regionie Śląska Cieszyńskiego). Jest kościołem parafialnym parafii Bożego Ciała w Jabłonkowie.

## Historia
Drewniany kościół w Jabłonkowie istniał już od średniowiecza. W XVI wieku w dobie reformacji, został przejęty przez ewangelików, a zwrócony na stałe katolikom w 1615 roku. W 1619 roku strawił go pożar, i na jego miejscu rok później wybudowano w stylu renesansowym nowy murowany kościół z drewnianą wieżą i trzema dzwonami. W roku 1652 kościół poświęcono Bożemu Ciału, w związku z czym co roku w czerwcu w dzień Bożego Ciała organizowana jest procesja i uroczyste nabożeństwa. Konsekracji kościoła dokonano dopiero w 1679 roku. W 1709 roku do kościoła dobudowano kaplicę Matki Bożej Bolesnej, a w 1788 starą drewnianą wieżę zastąpiono nową murowaną 41-metrową wraz z nowym zegarem. W 1878 r. powstały nowe ołtarze, zaś w 1886 r. zakupiono nowe organy. W 1908 roku wnętrze kościoła zostało odnowione; dodano nowe ławki, dach został pokryty eternitem, a okna nad ołtarzem zostały wypełnione witrażami. W kaplicy została także zasypana krypta, w której byli pochowani jezuiccy misjonarze Leopold Tempes i František Streich. Ich szczątki zostały przeniesione na cmentarz. W 1932 roku kościół przeszedł przebudowę: powstało nowe modernistyczne prezbiterium według projektu architekta inż. Jaroslava Oplta z Brna i żelazobetonowy strop kasetonowy. Zburzono także stary budynek probostwa „Na Farnim Placu”, zaś nowe probostwo powstało nad rzeką Łomną. W trakcie II wojny światowej Niemcy skonfiskowali dzwony kościelne, w nowe wyposażono go 7 sierpnia 1945 roku, które funkcjonowały do 13 lipca 2011 roku, kiedy na ich miejsce pojawiły się nowe dzwony: św. Jan Paweł II, Panna Maria z Fatimy oraz św. Jadwiga. W tym samym roku, kosztem 10 milionów koron czeskich, dokonano modernizacji kościoła: naprawiono dach, dodano nowy hełm na wieży, miedziane blachy, okna, drzwi i tynki.

## Galeria

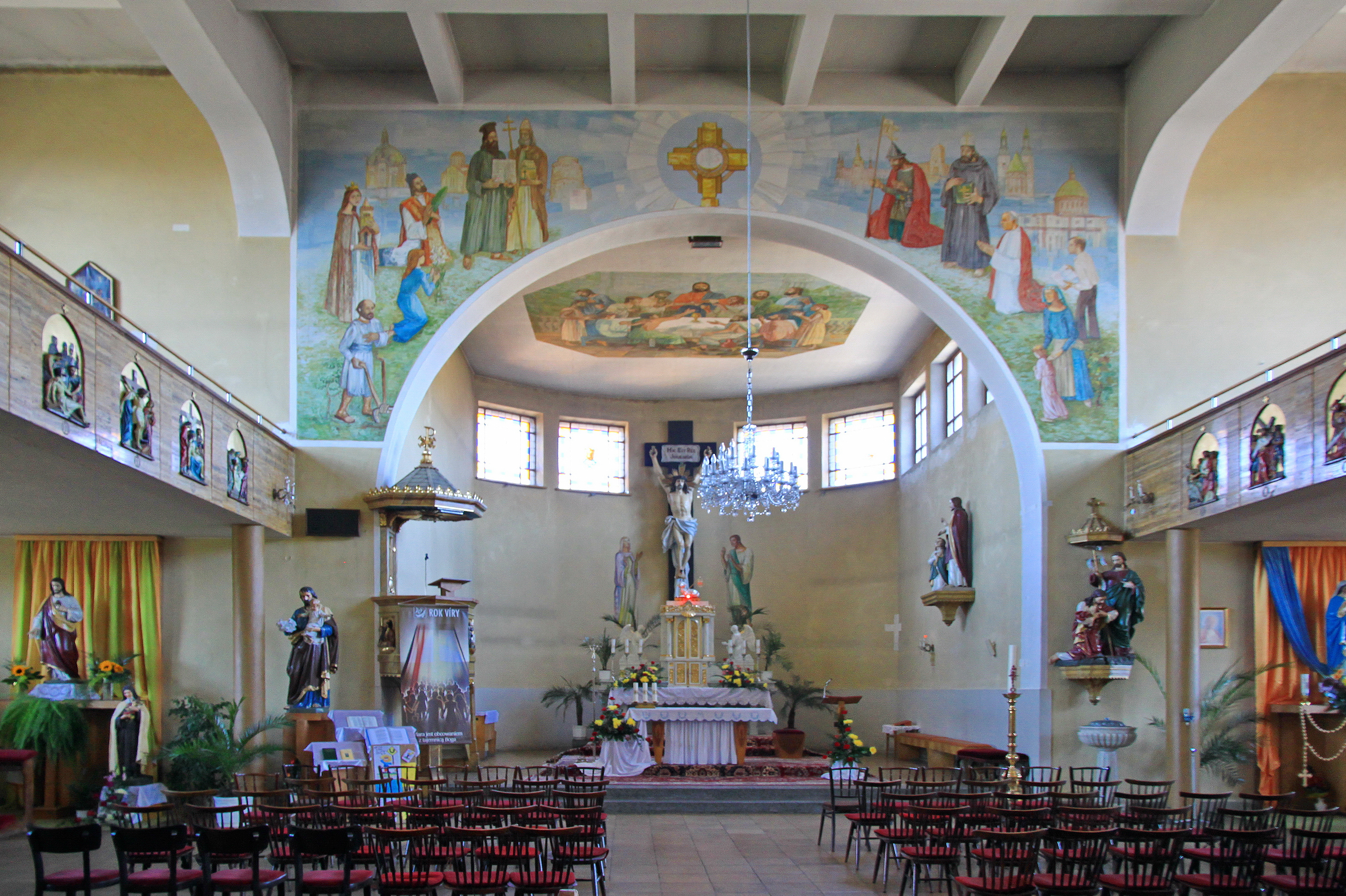
Nawa główna z prezbiterium
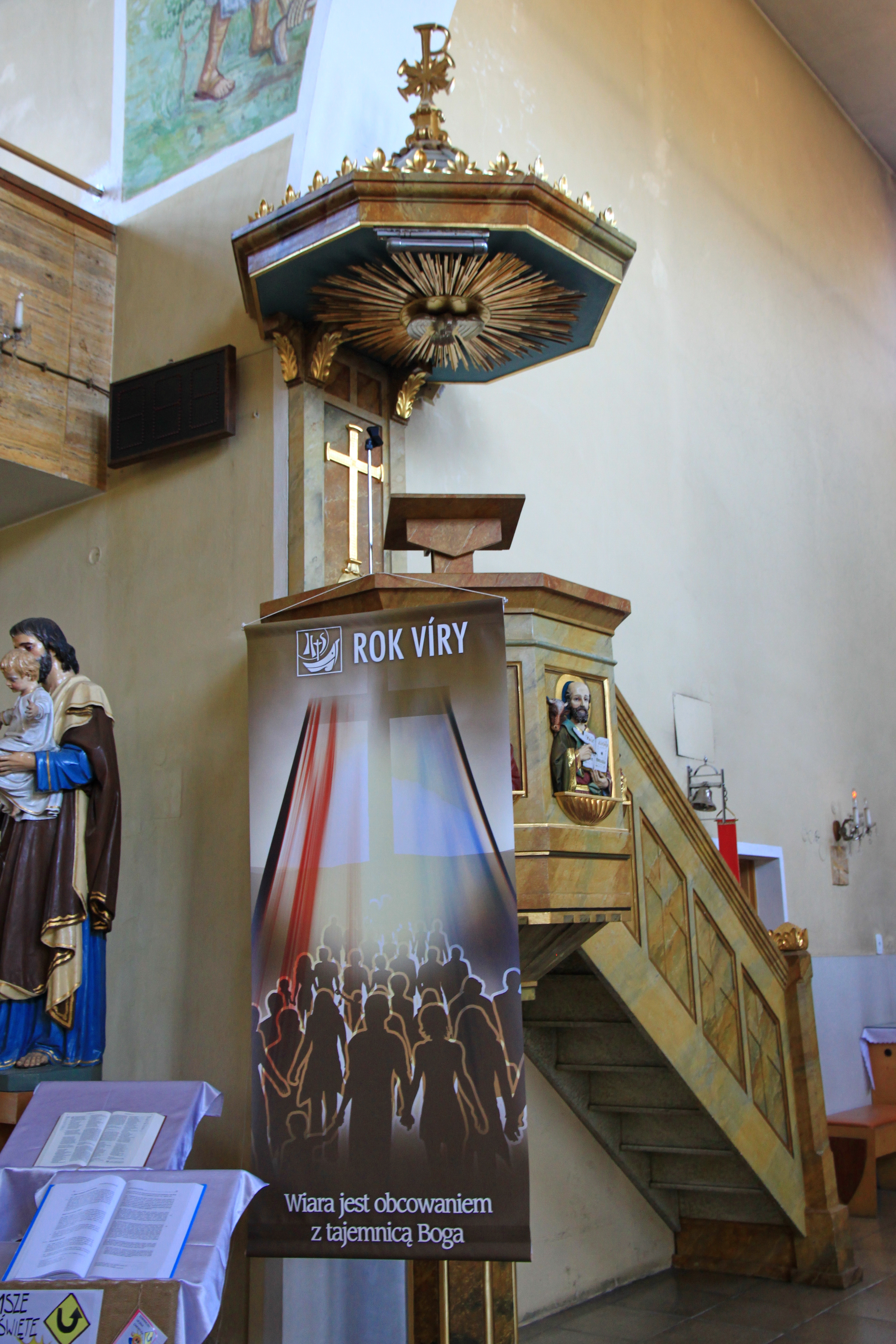
Ambona
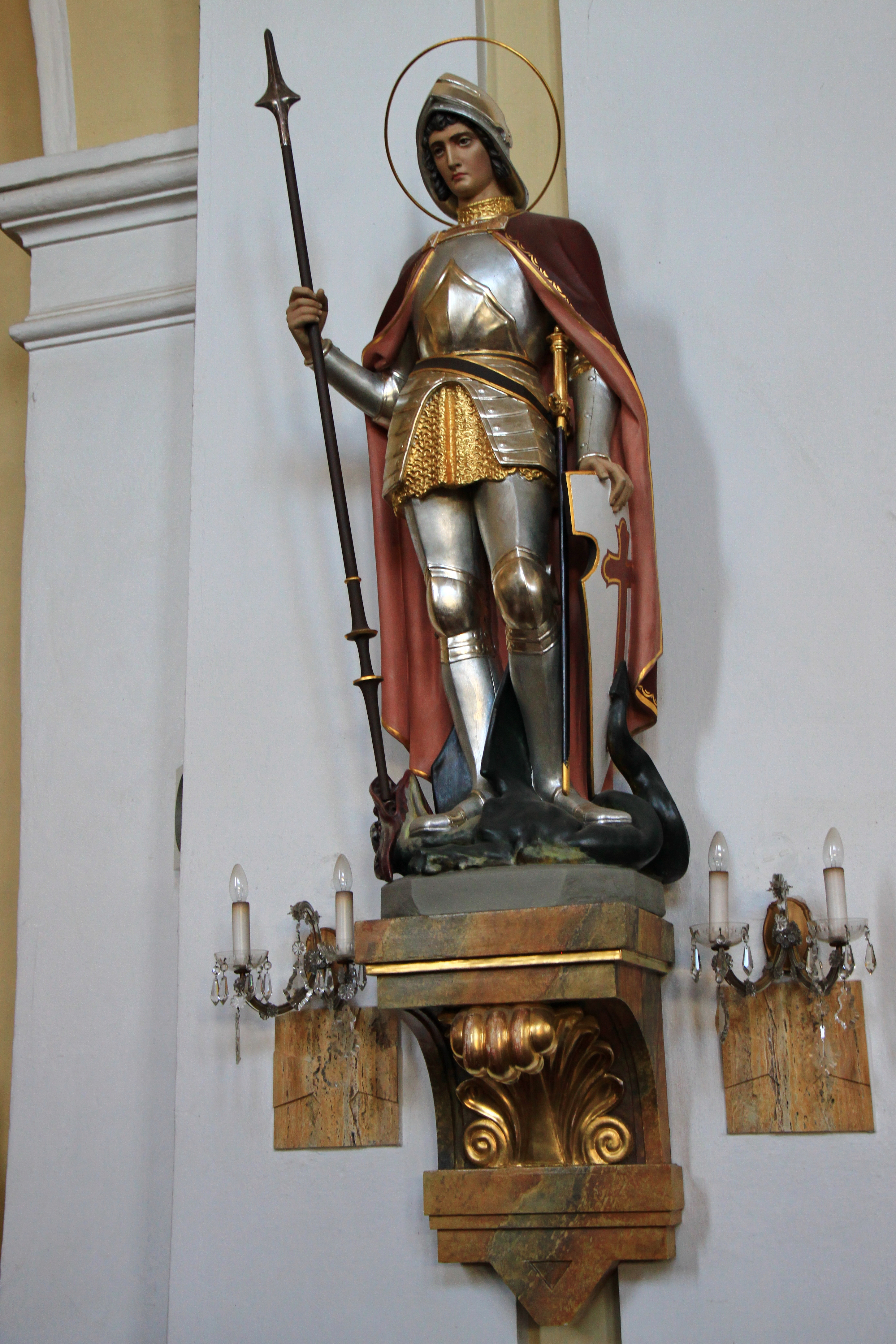
Figura
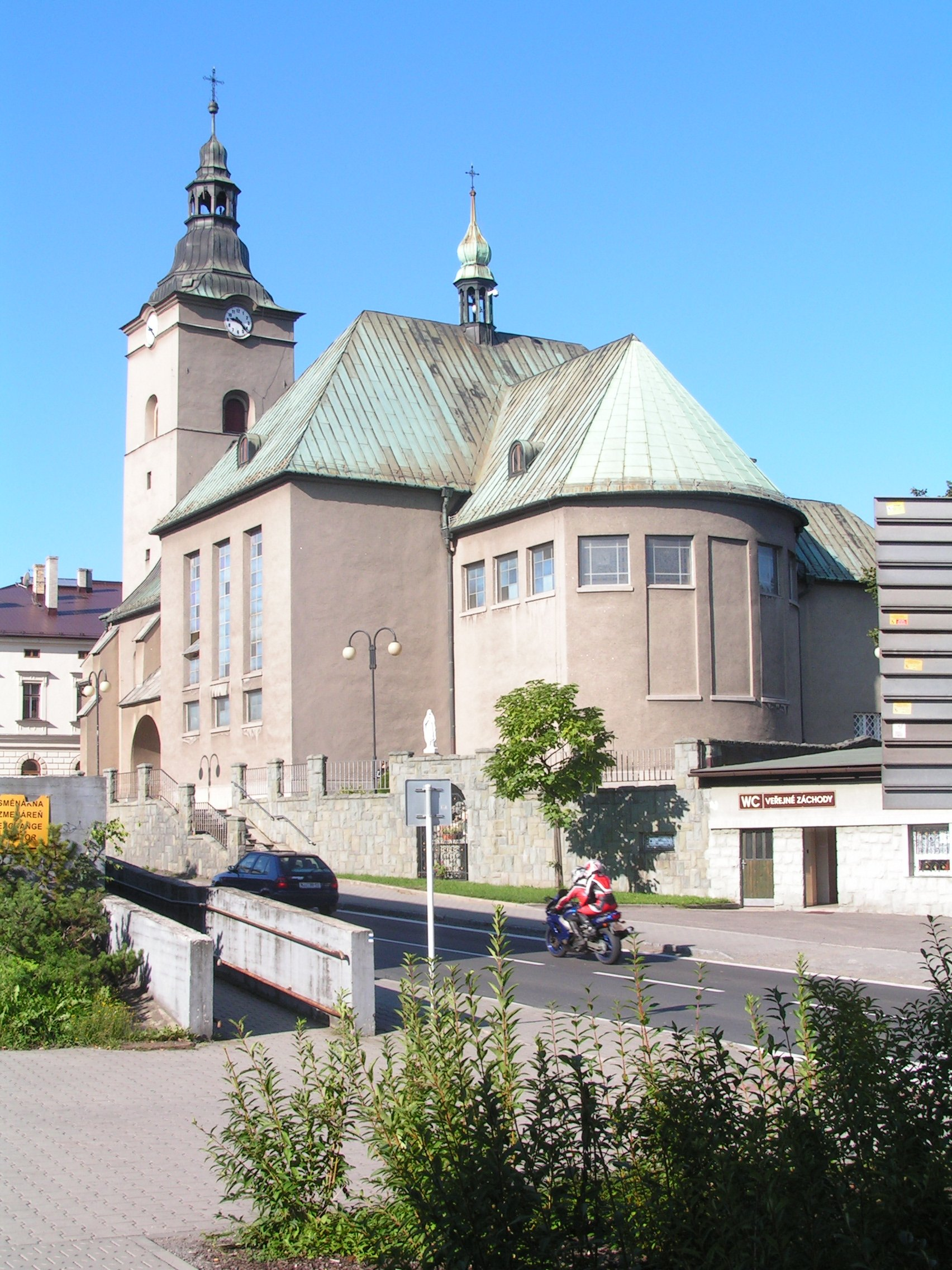
Kościół od strony wschodniej